# Franz Bader (Physiker)
Franz Bader (* 14. Oktober 1922 in Schwäbisch Gmünd; † 27. November 2018 in Ludwigsburg) war ein deutscher Physiker. Er arbeitete als Ausbilder von Physiklehrern und unterrichtete auch selbst an der Schule bis zu seiner Pensionierung im Jahre 1984. Zudem war er ein im deutschen Sprachraum bekannter Lehrbuchautor und Herausgeber des Standardwerks „Dorn Bader“ für den Physikunterricht in Gymnasien.

## Leben
Franz Bader studierte von 1941 bis 1945 Physik und Mathematik an der TH Stuttgart und schloss mit dem Diplom in Physik ab. Bevor er 1947 das erste und 1948 das zweite Staatsexamen für das Lehramt an Gymnasien ablegte, war er als Hilfslehrer an verschiedenen Schulen tätig. 1948 wurde er hauptamtlicher Lehrer am Friedrich-Schiller-Gymnasium in Ludwigsburg, wo er bis zu seiner Pensionierung im Jahre 1984 unterrichtete.
Neben seiner Lehrtätigkeit widmete er sich der wissenschaftlichen Forschung zum Thema Ferromagnetismus und Bandstruktur der Übergangsmetalle. Er promovierte 1954 an der Fakultät für Natur- und Geisteswissenschaften der TH Stuttgart bei Ulrich Dehlinger. Seine Forschungen und seine Dissertation mit dem Titel Gruppentheorie und Quantenmechanik des Ferromagnetismus fanden in der Fachwelt Beachtung, dennoch entschied er sich gegen eine wissenschaftliche Laufbahn und behielt seine Lehrtätigkeit bei. Parallel zu seiner Schultätigkeit bildete Franz Bader ab 1959 als Fachleiter am Seminar II für Schulpädagogik Physiklehrkräfte für das Gymnasium aus und trug entsprechend den Titel Professor.
Zusammen mit Friedrich Dorn, dem Leiter der württembergischen Landesanstalt für den Physikunterricht, brachte er 1957 die erste Ausgabe des „Dorn Bader“ heraus, zunächst unter dem Titel „Dorn“. Gleich zu Beginn wurden dabei die Sekundarstufe I und II abgedeckt. Als Autor und Mitherausgeber entwickelte er den „Dorn Bader“ fortlaufend weiter, so dass dieser zum führenden gymnasialen Schulbuch in zahlreichen deutschen Bundesländern wurde. In den über 50 Jahren, in denen Franz Bader als Schulbuchautor tätig war, setzte er wichtige Impulse. Beispielsweise übernahm er 1957 als erster das MKSA-System, aus dem das SI-Einheitensystem hervorgegangen ist. Eines der Schulexperimente, das auf Bader zurückgeht, ist der Glimmlampenversuch zur Veranschaulichung elektrischer Ladungen.
Als einer der ersten erkannte Franz Bader Anfang der 1980er-Jahre die Möglichkeiten, die Computer für den Schulunterricht boten. Für die in dieser Zeit auf den Markt gekommenen Heimcomputer von Commodore, den VC 20 und den C64, entwickelte er Simulationsprogramme, die die Physik veranschaulichen und die Schüler zum Experimentieren veranlassen sollte.
Einsteins Grundsatz „So einfach wie möglich, aber nicht einfacher“ nahm Franz Bader als Leitlinie für seine Schulpädagogik. In diesem Zusammenhang übte er scharfe Kritik am Karlsruher Physikkurs (KPG), dem er in vielen Teilen als fachlich falsch einstufte. Bestätigt wurde seine Einschätzung durch ein Gutachten der Deutschen Physikalischen Gesellschaft (DPG) im Jahr 2013.
Franz Bader wird als bescheiden, freundlich und verbindlich charakterisiert und er wurde als Gesprächspartner aufgrund seiner klaren Argumentationsweise geschätzt. Er engagierte sich zeitlebens für den Physikunterricht. Die Begeisterung für die Physik blieb im bis ins hohe Alter erhalten. Eine Anekdote, die sich auf einer Autofahrt zu einer Physiklehrertagung in Tübingen ereignete, mag letzteren Aspekt illustrieren. Bei einem Überholvorgang hatte Bader die Geschwindigkeit eines entgegenkommenden Fahrzeugs falsch eingeschätzt. Da die Straße ausreichend breit war, um drei Fahrzeugen Platz zu bieten, blieb dies ohne Folgen. Der Fahrer des entgegenkommenden Fahrzeugs allerdings brachte sein Missfallen über dieses Manöver zum Ausdruck, indem er mehrere Sekunden die Hupe betätigte. Bader überraschte seine doch etwas nervös gewordenen Fahrgäste mit der offenherzigen Frage: „Haben Sie den Dopplereffekt gehört?“
Franz Bader war verheiratet und hatte zwei Söhne.

## Auszeichnungen
Franz Bader war im Jahr 1995 der erste Preisträger des vom Verband zur Förderung des MINT-Unterrichts (MNU) verliehenen Archimedes-Preises für Physik.
Die Deutsche Physikalische Gesellschaft (DPG) verlieh 1998 Franz Bader
den Robert-Wichard-Pohl-Preis in Würdigung seiner Beiträge zur Fachdidaktik Physik und seines besonderen Einsatzes in der Lehrerfortbildung.